# Mirrauste
El mirrauste o mirraustre (del catalán mig raust, ‘medio rostido’) es una salsa para guisar carnes compuesta de almendras dulces majadas, miga de pan desmenuzada y mojada en caldo de la olla, azúcar y canela.  El mirraustre es una receta propia de la España renacentista. La literatura de la época menciona el mirrauste de peras y manzanas, citado como plato que gustaba al Rey Felipe III. Una de las recetas más mencionadas es la preparación de palominos.  En la actualidad es un plato que ha caído en desuso.

## Historia
Este tipo de salsa es mencionado en diferentes recetas del Llibre de Coch (1520), de Ruperto de Nola, así como en el Diccionario de Autoridades: «Salsa de almendras tostadas y majadas, con un migajón de pan mojado en caldo, y cantidad de canela que quede todo espesado, ...», de la misma forma Enrique de Villena en su Arte cisoria hace mención a este plato.

## Elaboración
En el Arte de cozina de Diego Granado (1614) se puede leer la siguiente receta:

Mirraustre de otro modo
Cozer vna gallina, y deſpues cortarla, y tomar almendras ſin mondar algo toſtadas y majarlas, y ſacar la leche dellas, y echarla en vn cazo, y echar la açucar y canela molidos, y cozer la leche vn poco, y deſpues tomar vn poco de pan rallado blanco y echarlo dentro, y deſpues que ſea eſpeſſo, apartarlo, y en las eſcudillas echar açucar y canela.

Otra receta se muestra en el Arte de cocina, pastelería, bizcochería y conservería (1760), de Martínez Montiño.
El mirraustre de peras se elaboraba cortando las frutas en dados, cociéndolas y aplastándolas, luego se ligaba con leche de almendras, harina y yerbabuena.